# Emil Strohal
Emil August Strohal (* 31. Dezember 1844 in Birgitz bei Innsbruck; † 6. Juni 1914 in Leipzig) war ein Jurist, der sowohl für das österreichische wie für das deutsche Recht von Bedeutung ist. Er hat anlässlich des Inkrafttretens des deutschen Bürgerlichen Gesetzbuchs ein umfassendes Lehrbuch zum Erbrecht verfasst, das als erstes großes Erbrechtslehrbuch das deutsche Erbrecht maßgeblich geprägt hat und noch heute von großem Interesse ist. Emil Strohal kann auch als Begründer des österreichischen Grundbuchrechts angesehen werden.

## Werdegang
Der Vater war Revierförster aus Olmütz in Mähren (1855 verstorben). Strohal besuchte zunächst das Gymnasium in Graz, das er 1862 mit der Matura verließ. Er studierte danach Rechtswissenschaft an der Universität Graz. 1867 promovierte er an der Universität Graz. Dem schloss sich seine Tätigkeit als Anwalt an. Er war zunächst in Graz und Klagenfurt als Anwalt tätig. 1870 gründete er seine erste Kanzlei in Wien. Neben seiner anwaltlichen Praxis war Emil Strohal auch ein Rechtsgelehrter von Rang. Er lehrte an den Universitäten von Graz, Leipzig und Göttingen, wo er Rudolf von Jhering nachfolgte.
1873 absolvierte er die  Anwaltsprüfung. 1875 habilitierte er sich an der Universität Graz im österreichischen Zivilrecht. 1877 erhielt er eine außerordentliche Professur an der Universität Graz, 1881 dann die  ordentliche Professur. Er war Präses der rechtshistorischen Staatsprüfung. 1892 wurde er als ordentlicher Professor an die Universität Göttingen als Nachfolger Rudolf von Jherings berufen. Ab 1894 war er ordentlicher Professor an der Universität Leipzig (als Nachfolger Johannes Emil Kuntzes), wo er dann das deutsche bürgerliche Recht lehrte. Leipzig besaß für ihn durch die unmittelbare Nähe zum Reichsgericht einen besonderen Reiz, hat er doch stets enge Verbindung zur juristischen Praxis gesucht und gehalten. 1914 verstarb Emil Strohal in Leipzig.

## Wirkung
Strohal war auf dem Gebiet des österreichischen und deutschen Zivilrechts tätig. Er war wesentlich an der Kodifizierung des österreichischen Grundbuchsrechtes beteiligt und wurde durch seine Arbeit am Rechtsinstitut der Eigentümerhypothek über die Grenzen des deutschsprachigen Raumes hinaus bekannt. Er schrieb das erste bedeutende Lehrbuch zum Deutschen Erbrecht und kommentierte dieses im ersten deutschen Großkommentar, dem Planck. Er hat die Entwicklung des Deutschen Erbrechts maßgeblich geprägt.

## Veröffentlichungen
- Zur Lehre vom Eigentum an Immobilien (Graz 1876; Habilitationsschrift behandelt die Eintragungstheorie in ihrer Geltung für das österreichische Privatrecht)
- Transmission pendente conditione (Graz 1879)
- Die Prioritätsabtretung nach heutigem Grundbuchrecht (Graz 1880)
- Die Eigentümerhypothek im österreichischen Recht 1883
- Succession in den Besitz nach römischem und heutigem Recht (Graz 1885)
- Das deutsche Erbrecht (Berlin 1896; Kurzfassung aus Vortrag hervorgegangen)
- Das deutsche Erbrecht auf der Grundlage des Bürgerlichen Gesetzbuchs (in zwei Bänden, 1. Aufl. 1896, 3. Aufl. 1903/1904).
- Der Sachbesitz nach dem Bürgerl. Gesetzbuch (Jena 1897)
- Litt. Leipz., DBA 1241,217, DBI 4, 2000c, IBI 2, 1041c, 1911-1914A

## Sonstiges
Ab 1892 war Strohal Mitherausgeber von Jherings Jahrbüchern für die Dogmatik des heutigen römischen und deutschen Privatrechts, für die er zahlreiche Beiträge namentlich verfasste. Von 1911 bis 1914 war er Mitherausgeber von Jherings Jahrbüchern für die Dogmatik des bürgerlichen Rechts. Später war er zudem Herausgeber von Planck's Kommentar zum Bürgerlichen Gesetzbuch.